# Langues wolio-wotu
Les langues wolio-wotu sont un des sous-groupes de langues austronésiennes rattachées aux langues malayo-polynésiennes occidentales.
Ces langues sont parlées en Indonésie, sur l'île de Sulawesi.

## Classification
Les langues wolio-wotu, comme les autres groupes présents à Sulawesi, sont rattachées aux langues malayo-polynésiennes occidentales.

### Place dans le malayo-polynésien
Mark Donohue sépare ces langues du sous-groupe muna-buton, dans lequel elles étaient précédemment classées. Selon Adelaar, cette proposition semble rencontrer l'assentiment des autres linguistes. Elles forment un des vingt-trois sous-groupes du malayo-polynésien occidental.

### L'hypothèse célèbique
Van den Berg (1996), avait précédemment proposé un groupe célèbique regroupant les groupes de langues du sud de l'île, dont le wolio-wotu sur la base d'évolution phonologiques communes. Mead (1996) démontre que ces évolutions sont en fait un trait régional à Sulawesi, et se sont produites après, et non avant, la séparation des sous-groupes. Ce groupe célèbique semble actuellement invalidé par la recherche.

### Liste des langues
Les langues wolio-wotu sont:
- wolio
- wotu
- kamaru
- laiyolo
- kalao

## Sources
- (en) Adelaar, Alexander, The Austronesian Languages of Asia and Madagascar: A Historical Perspective, The Austronesian Languages of Asia and Madagascar, pp. 1-42, Routledge Language Family Series, Londres, Routledge, 2005  (ISBN 0-7007-1286-0).